# Подольский листок
«Подольский листок» — газета общественно-литературная газета Российской империи. Первая на Подолье общественная неофициальная литературная газета. Выходила в Каменец-Подольске 3 раза в неделю в 1881 и 1882 годах.
Издатель-редактор газеты — Б. Н. Сторожевский (1850—1898), русский журналист и писатель. Секретарëм работал Н. П. Стародворский, народоволец.
Среди постоянных корреспондентов — Митрофан (Симашкевич).
Основные рубрики газеты: «Хроника Каменец-Подольского жизни» «Политические вести (международный обзор)», «Смесь», «Внутренние известия (по страницам газет)».
Печатались корреспонденции из разных мест Юго-Западного края. С № 34 в газете появились рубрики "Часть официальная " и «Часть неофициальная».
Газета выгодно отличалась от многих провинциальных изданий 1880-х годов основательностью и резкостью критики некоторых сторон общественно-политической жизни и экономических отношений в России. «Подольский листок» доказывал на основе анализа статистических данных наличие большого количества малоземельных крестьян, особенно из числа бывших дворовых, рост сельского пролетариата. В ряде корреспонденций приводились факты тяжелого материального положения и бесправия рабочих на сахарных заводах Подольской губернии, эксплуатации детей и подростков. Газета критиковала местное чиновничество, суды, негативно отзывалась об «умственно-нравственном уровне» сельского духовенства. Основные надежды газета возлагала на развитие земства.
Выход «Подольского листка» прекратился 6 (18) февраля 1882 из-за обстоятельств редакцией не предусмотренных. Обременëнный долгами редактор-издатель Сторожевский бежал из города от кредиторов.